# 大韓民国郷土予備軍

郷土予備軍の軍旗

大韓民国郷土予備軍（だいかんみんこくよびぐん、朝鮮語: 대한민국 예비군 / 大韓民國豫備軍、英: Republic of Korea Reserve Forces, ROKRF）とは、韓国軍の機関の一つである。
韓国防衛のために創設された、予備役で構成される準軍事組織である。彼らの任務は、空襲からの避難民の誘導や防御、ゲリラの捜索・友軍救出任務、建設と道路修理等の後方支援であるが、近年では、特に選ばれた予備役の一部が狙撃手に任命され、招集訓練の際には高倍率の照準器を装着した自動小銃を射撃する訓練を受けるようになり、仮想敵である北朝鮮の朝鮮人民軍が有する膨大な歩兵戦力へのカウンターも任務に加えられたと思料される。
平時における任務は、動員時に備えて登録された隊員を定期的に召集訓練を実施し、あわせて個人の消息を確認することも含まれる。

## 歴史
1968年1月、朴正煕暗殺を狙った青瓦台襲撃未遂事件が発生した。この際、逃亡中の北朝鮮工作員の追撃には軍と警察の多数を動員したが民間人も合わせて68名の死者がでる惨事となった。地道な捜索活動を実施するにあたり、兵力の不足が露見したのである。
同年4月、この戦訓を元に北朝鮮からの攻撃に対して緊急防衛能力を増やす全国的計画を策定、郷土防衛予備軍が創設される事となった。
1980年には、90,000人以上の一般人が登録された。さらに1990年までに、全軍の除隊者の中から確保され350万人以上の一般人が登録される規模までに成長した。1990年には、約1,240,000人の男性が登録されていた。
その内訳としては、
大韓民国陸軍は1,100,000人、
大韓民国海軍の25,000人、
大韓民国空軍は55,000人、
大韓民国海兵隊は60,000人
からなる。